# Крус-и-Соза, Жоан да
Жоан да Крус-и-Соза (порт. João da Cruz e Sousa; 24 ноября 1861, Флорианополис, Бразильская империя — 19 марта 1898, Антониу-Карлус, Минас-Жерайс, Первая Бразильская республика) — бразильский поэт, прозаик и журналист. Считается первым поэтом-символистом в литературе Бразилии. Его называли «Чёрный Данте» и «Чёрный лебедь».

## Биография
Родителями поэта были получившие свободу афро-бразильские рабы. Бывший рабовладелец Соузы относился к нему как к близкому родственнику, обучая его читать, писать и говорить на греческом, французском и латыни. Он также дал ему свою фамилию Соуза. Также Жоан изучал математику и естественные науки под руководством известного немецкого биолога Фрица Мюллера.
В юности много путешествовал. Занимался журналистикой. В 1881 году занимал пост редактора газеты «Tribuna Popular», где писал статьи об отмене смертной казни.
В 1893 году женился на Гавите Гонсалвес, образованной чернокожей девушке, которая работала швеей и родила ему четверых детей; однако все четверо умерли преждевременно из-за туберкулёза, после чего у Гавиты случился психический стресс, и она сошла с ума.
Сам поэт умер от туберкулёза.

## Творчество
Дебютировал в конце 1870-х годов.
Наибольшую известность принесли ему поэтические сборники «Щиты» («Broquéis», 1893), «Светочи» («Faróis», издано посмертно, 1900), «Последние сонеты» («Últimos sonetos», издан в 1905).
Испытал сильное влияние французской поэзии второй половины XIX века. Для художественной манеры Крус-и-Созы, ведущего представителя бразильского символизма, характерны повышенное внимание к языку, изощрённый метафоризм, тонкая поэтическая игра, позволяющая в обыденных вещах и понятиях увидеть потаённые смыслы.
Творчество Крус-и-Созы оказало влияние на становление авангардистской поэзии в Бразилии.

## Избранные произведения
- Tropos e Fantasias (1885)
- Broquéis (1893)
- Missal (1893)
- Evocações (1898)
- Faróis (1900 — посмертно)
- Últimos Sonetos (1905 — посмертно)
- O Livro Derradeiro (1945, 1961 — посмертно)
- Dispersos (1961 — посмертно)